# Shinyanga

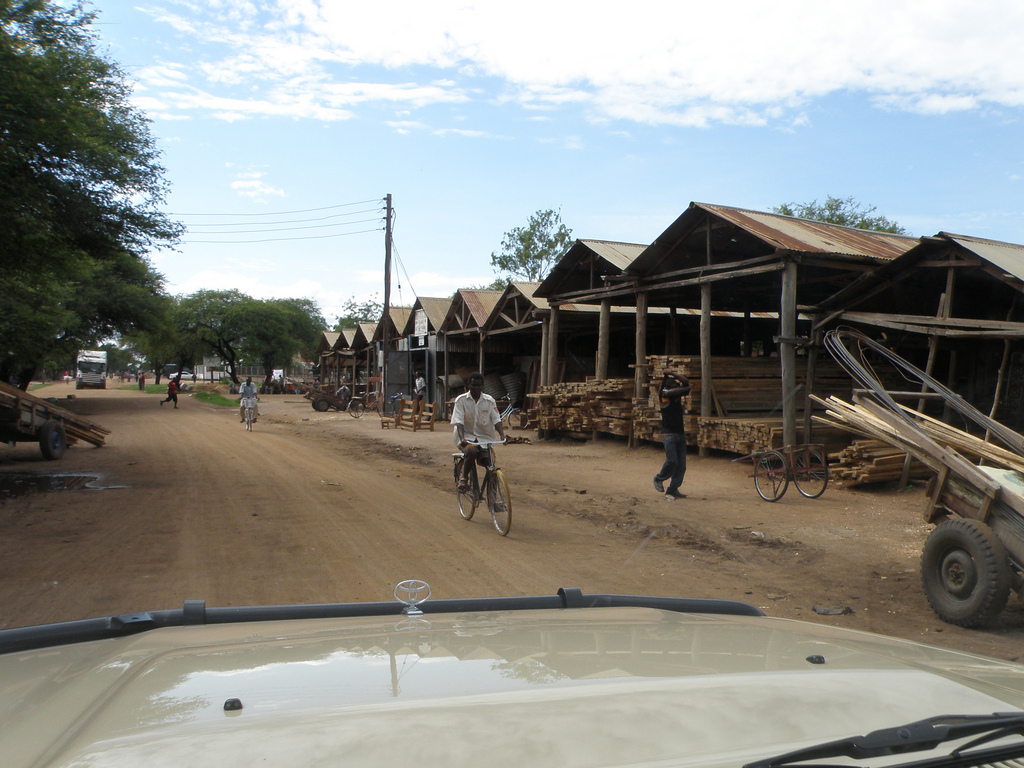
Holzmarkt in Shinyanga

Shinyanga (auch: Schinjanga) ist eine im Norden Tansanias gelegene Stadt. Sie ist die Hauptstadt der umgebenden Shinyanga-Region und der Sitz des gleichnamigen Bistums.

## Geographie
Bei der Volkszählung 2022 hatte Shinyanga rund 140.000 Einwohner. Die Stadt liegt 1131 Meter über dem Meer und hat tropisches Klima, Aw nach der effektiven Klimaklassifikation. Die Niederschläge von rund 800 Millimeter im Jahr fallen größtenteils in den Monaten November bis April. Die Durchschnittstemperatur beträgt 23,9 Grad Celsius, der kühlste Monat ist der Juli mit 22,3, der wärmste mit 26 Grad Celsius der Oktober.

## Geschichte
Shinyanga lag an der Karawanenstraße von Muansa am Viktoriasee nach Tabora. Die Straße wurde auch zur deutschen Kolonialzeit von Reisenden benutzt.
1910 errichtete die deutsche Verwaltung nahe dem Sitz des Herrschers von Shinyanga eine Verwaltungsunterstation (Nebenstelle) des Bezirks Tabora in dem heutigen Stadtbereich Old Shinyanga Town und etwa gleichzeitig errichtet die amerikanische fundamentalistische Africa Inland Mission eine Missionsstation in Shinyanga.

## Verkehr
- Eisenbahn: Shinyanga hat einen Bahnhof an einem Abzweig der Tanganjikabahn, der Eisenbahnlinie von Daressalam nach Kigoma. Die Stadt liegt an der Strecke Tabora-Mwanza, die hauptsächlich dem Güterverkehr dient, aber es fahren auch Personenzüge von Mwanza über Tabora in die Hauptstadt Dodoma.[5][6]
- Flughafen: Außerdem besitzt Shinyanga einen kleinen Flughafen[7] (IATA: SHY, ICAO: HTSY).
- Straßen: Durch die Stadt verläuft die asphaltierte Nationalstraße von Mwanza nach Tabora.[8]